# オオアワガエリ
オオアワガエリ（Timothy、学名:Phleum pratense）は、イネ科の多年草。チモシー・グラス、あるいは単にチモシーとも呼ばれる。

## 特徴
やわらかな多年草。ごく短い地下茎があり、多数の茎を束状に出す。草丈は50-100cmで、基部はやや斜めに出る。葉身は線形で長さ20-50cm、幅は3-9mm、扁平で緑から灰緑色、ざらつくが毛はない。花序は茎の先端に生じて、棒状に直立し、長さ6-15cmで幅は7-9mm、その表面には多数の小穂が密生する。
小穂にはごく短い柄がある。小穂は先が広がった三角形で扁平、両端から短い芒が出る。これは同型の第1，第2包穎にあたり、芒の出る背面の中肋は緑でそれ以外は膜質で色が薄い。その内部には小花を一つだけ含む。
カモガヤなどの他のイネ科植物と共に、花粉症の原因となる。
なお、名称のチモシーはこれをアメリカに導入した Timothy Hansen にちなむものでアメリカで生まれた名である。イギリスでは Cat's tail の名で知られる。

## 原産と栽培の歴史
北部ヨーロッパ及び温帯アジアが原産とされている。17世紀後半にアメリカに導入されると作物化され、その後ヨーロッパへ再導入され栽培が広がった。日本におけるチモシー栽培は、1874年（明治7年）にアメリカから北海道開拓使が北海道渡島国に輸入試作したことから始まった。
現在では世界の冷涼な気候の地域において栽培される牧草の一つとなっている。日本では、主に北海道で栽培されイネ科牧草の基幹草種となっており、本州でも東北地方や高冷地において利用されている。

## 利用
刈り取ったものを乾燥（干し草。乾草とも）または発酵（サイレージ）させ、家畜に与えたり、放牧地に栽培され利用されている。身近なところではウサギやモルモット、チンチラなどの小動物の餌として、チモシーの呼称でペットショップで販売されていることが多い。

## 一般的な品種
分類として、利用面から採草型、採草・放牧兼用型、放牧型に分けられる。また、出穂期の違いによる早晩性（極早生～晩生）でも分類でき、収穫時期の目安として用いられる。

### 日本国内の品種
日本における主な品種には以下のものがある。
| 農林登録番号      | 登録番号  | 品種名     | 地方番号（旧系統名） | 用途       | 早晩性 | 育成機関                                                      | 登録年             | 出典   |
| ----------------- | --------- | ---------- | -------------------- | ---------- | ------ | ------------------------------------------------------------- | ------------------ | ------ |
| チモシー農林1号   |           | センポク   | 北系4305             | 採草       | 早生   | 北海道立北見農業試験場                                        | 1969年（昭和44年） | [ 6 ]  |
| チモシー農林合2号 |           | ノサップ   | 北見2号              | 採草       | 早生   | 北海道立北見農業試験場                                        | 1977年（昭和52年） | [ 7 ]  |
| チモシー農林3号   |           | ホクシュウ | 北見7号              | 採草・放牧 | 晩生   | 北海道立北見農業試験場                                        | 1977年（昭和52年） | [ 8 ]  |
| チモシー農林4号   | 第369号   | クンプウ   | 北見11号             | 採草       | 極早生 | 北海道立北見農業試験場                                        | 1980年（昭和55年） | [ 9 ]  |
| チモシー農林合5号 | 第4131号  | アッケシ   | 北見16号             | 採草・放牧 | 中生早 | 北海道立北見農業試験場                                        | 1992年（平成04年） | [ 10 ] |
| チモシー農林合6号 | 第4132号  | キリタップ | 北見18号             | 採草・放牧 | 中生晩 | 北海道立北見農業試験場                                        | 1992年（平成04年） | [ 11 ] |
| チモシー農林合7号 | 第14546号 | なつさかり | 北見22号             | 採草・放牧 | 晩生   | 北海道立北見農業試験場                                        | 2004年（平成16年） | [ 12 ] |
|                   | 第22052号 | なつちから | 北見25号             | 採草       | 早生   | 北海道立総合研究機構北見農業試験場 ホクレン農業協同組合連合会 | 2012年（平成24年） | [ 13 ] |
| チモシー農林8号   | 第26991号 | なつぴりか | 北見30号             | 採草       | 中生早 | 北海道立総合研究機構北見農業試験場                            | 2014年（平成26年） | [ 14 ] |

## 近縁種など
同属でより小型のアワガエリ P. paniculatum は本州から九州にかつては普通に見られた。またミヤマアワガエリ P. alpinum は北海道、本州中部以北の高山帯に生える。
別属だが同じように棒状の花序を直立させるものにスズメノテッポウやヌメリグサがある。これらは小穂の構造がはっきり異なる。